# Каннингем, Уилли (футболист, 1930)
Уи́льям Э́двард Ка́ннингем (англ. William Edward Cunningham, 20 февраля 1930 — 31 августа 2007), более известный как Уи́лли Ка́ннингем (англ. Willie Cunningham) — североирландский футболист и футбольный тренер.

## Карьера

### Клубная
Играл на позиции защитника. Начинал карьеру в шотландском «Сент-Миррене», за который провёл 61 встречу и один раз отличился. Затем перешёл в «Лестер Сити», где провёл лучшие годы: 127 игр и 4 гола. Завершал карьеру в «Данфермлин Атлетик» с результатом 70 игр и 4 гола.

### В сборной
Провёл 30 встреч за сборную Северной Ирландии, играл на чемпионате мира 1958 года под номером 2.

### Тренерская
После завершения игровой деятельности стал тренером «Данфермлин Атлетик», затем перешёл в «Фалкирк». Уходя из последнего, рекомендовал игравшего тогда Алекса Фергюсона как возможное усиление команды. Завершал тренерскую деятельность в «Сент-Миррене», где начинал карьеру.

## Смерть
Скончался 31 августа 2007 в возрасте 77 лет.